# Ратушный мост
Ратушный мост (алем. нем. Raathuusbrugg, нем. Rathausbrücke) — мост в Цюрихе.
Это пешеходный мост через Лиммат, связывающий ратушу и квартал Шипфе с площадью Вайнплатц. Расположен мост в исторической части Цюриха на месте Турикума, располагавшегося на юго-восточном подножии холма Линденхоф. Небольшая площадь Вайнплатц переходит в широкий Ратушный мост, фактически образуя единое пространство. Среди местных жителей популярно название «Овощной мост» (Gmüesbrugg), данное ещё старому деревянному мосту из-за торговли в Средние века на Вайнплатце зерном и овощами, ратуша же была построена позже, в 1692—1698 гг. Чтобы отличить его от Мюнстерского моста (Верхнего), расположенного выше по течению, Ратушный мост также часто называют Нижним.
Деревянный мост в этом месте существовал ещё до 1375 года, когда была проведена реконструкция. В 1420-1421 гг было проведено новое расширение. По мере развития Шипфе возникла в 1602-1605 гг мост был вновь расширен для проезда транспорта. Долгое время мост был деревянным, лишь участок около ратуши был построен из камня. В 1881-1893 гг деревянные конструкции были заменены чугунными, после чего мост получил официальное название в честь ратуши. В 1972 году снова возникла необходимость в перестройке моста. Новый проект из железобетона был разработан архитектором Мануэлем Паули и завершён в 1973 году.
В июле 2015 года городские власти объявили о планах либо перестроить, либо заменить мост, поскольку бетонная конструкция не соответствует современным нормам по защите от наводнений. Вопрос оставался открытым до ноябре 2024 года, когда на общегородском референдуме был одобрен план реконструкции с выделением 58 млн швейцарских франков.

## Галерея

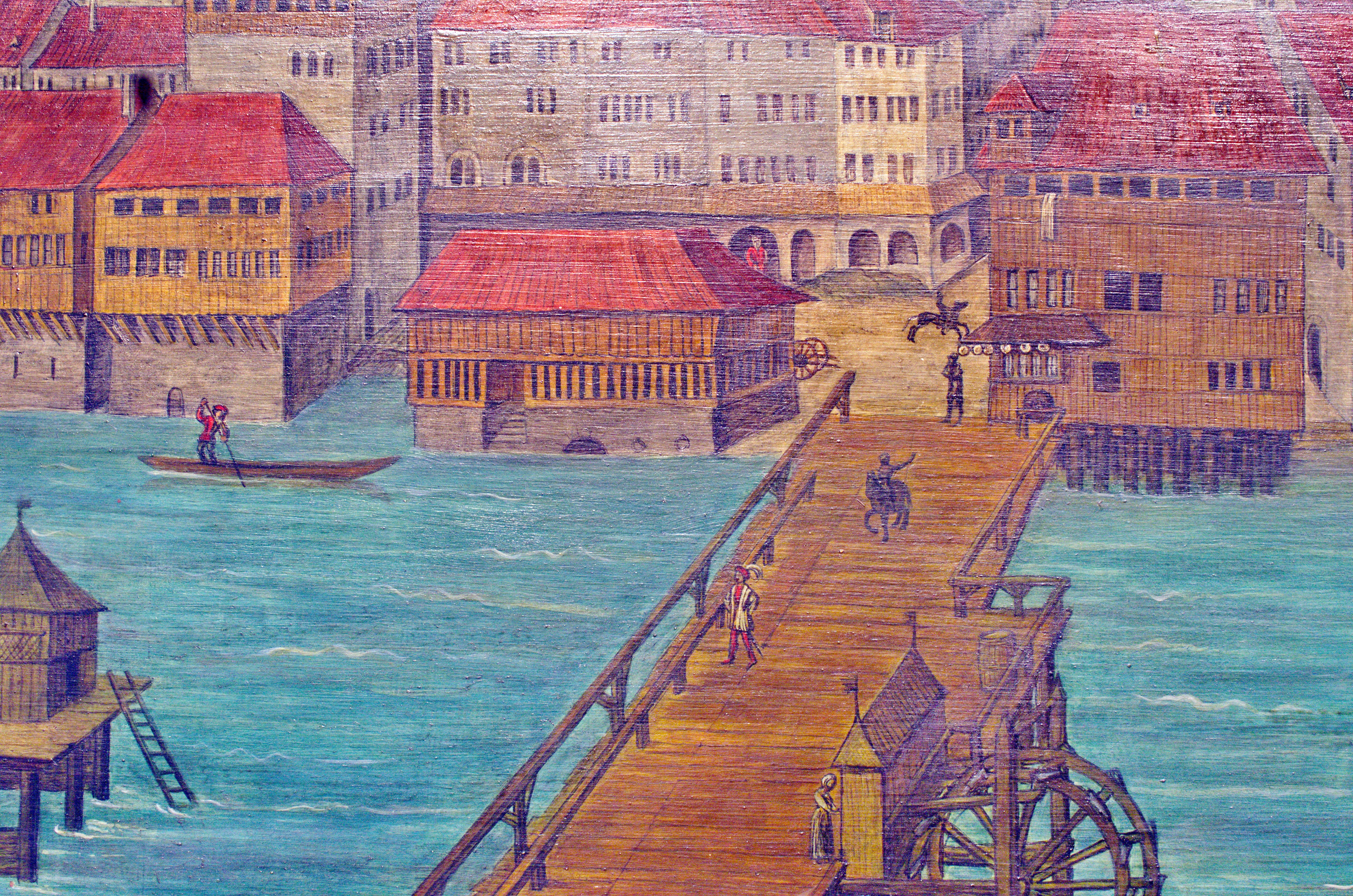
Изображение средневекового деревянного моста
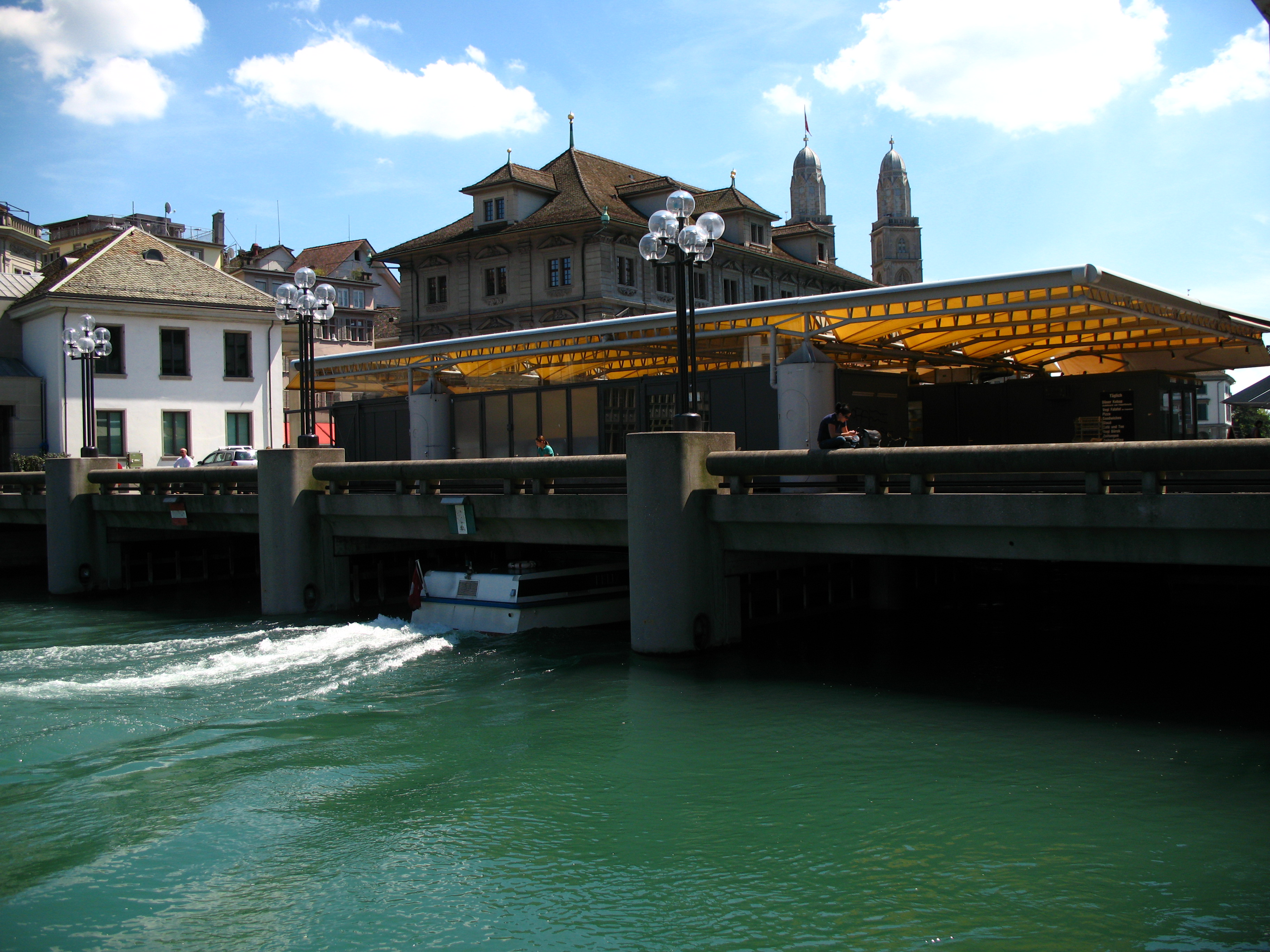
Вид с водной поверхности Лиммата
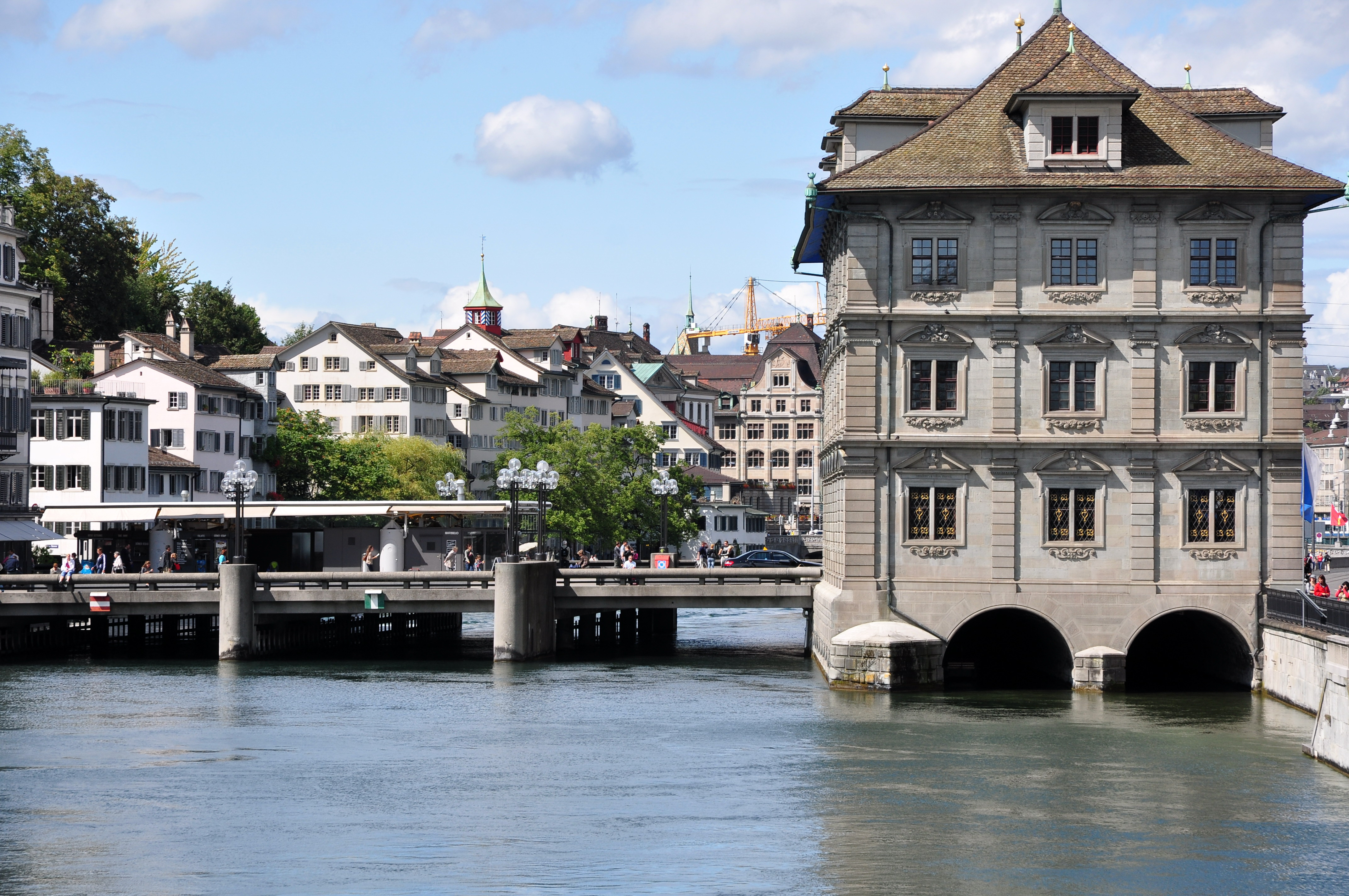
Мост и ратуша
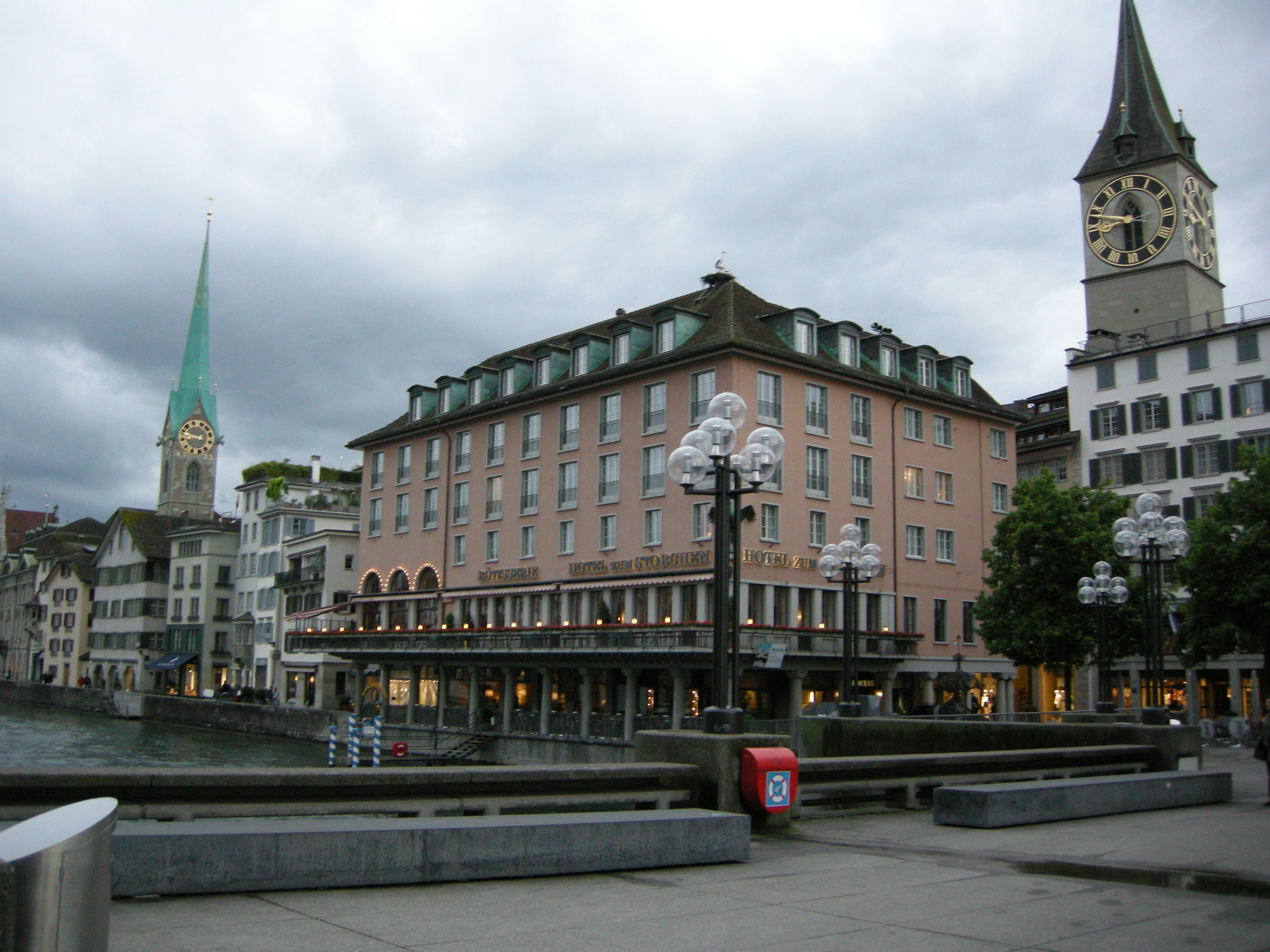
Вид с моста на Вайнплатц